# Torneo Apertura 2015 (Colombia)
El Torneo Apertura 2015 fue la octogésima primera (81a.) edición de la Categoría Primera A de fútbol profesional colombiano, siendo el primer torneo de la temporada 2015. Este Torneo, fue el primero en jugarse con un total de 20 equipos participantes.
El club Deportivo Cali logró coronarse campeón después de derrotar al Independiente Medellín 1-0 en el Estadio Deportivo Cali, para después igualar 1-1 en Estadio Atanasio Girardot; permitiendo obtener su noveno título en su historia; luego de 10 años sin coronarse campeón. Por otro lado, Independiente Medellín obtiene su segundo subcampeonato consecutivo, luego de la final jugada en la edición anterior.
A partir de esta temporada cambió el nombre comercial del torneo, dejando de ser Liga Postobón para denominarse Liga Águila.

## Sistema de juego
Para el campeonato de la Categoría Primera A se juegan dos torneos de sistema de juego. Sin embargo, los ganadores de los dos torneos, jugarán una serie definitoria, denominada «Superliga» en la cual se juegan dos partidos de ida y vuelta para definir el campeón de la temporada de la Primera A. Es importante destacar que el campeón de cada torneo se le confiere un palmar o título conferido, por lo tanto la «Superliga», es un trofeo distinto al campeonato de la Primera A.
En el Torneo Apertura, se jugaron cuatro fases para definir al campeón del certamen. En la fase inicial jugaron los equipos 20 jornadas todos contra todos (19 fechas y una fecha de clásicos). Los ocho primeros clasificados avanzaron a la siguiente instancia; estos jugaron los cuartos de final, donde los ocho equipos clasificados se dividieron en dos grupos para el sorteo los cuatro equipos clasificados de primeros se sortearon cada uno con los cuatro restantes, y se jugaron partidos de ida y vuelta en cada llave. Al terminar la fase, los cuatro vencedores jugaron una serie de semifinales igualmente de ida y vuelta, donde jugó de local el partido de vuelta el mejor ubicado en la Reclasificación del Torneo Apertura.
Finalmente se jugó la final del torneo (en partido de ida y vuelta); el equipo que quedó ganador del torneo, clasificó a la «Superliga» y a la «Copa Libertadores».

## Equipos participantes

### Relevo anual de clubes
| Ascendidos a la Primera A                                                |
| ------------------------------------------------------------------------ |
| Jaguares (Campeón de la Primera B 2014).                                 |
| Cúcuta Deportivo (Ganador del Grupo A en los Cuadrangulares de ascenso). |
| Cortuluá (Ganador del Grupo B en los Cuadrangulares de ascenso).         |

| Descendidos a la Primera B                 |
| ------------------------------------------ |
| Fortaleza F. C. (Peor promedio acumulado). |

### Datos de los clubes
Águilas Doradas jugó en Pereira algunos partidos del Torneo Apertura y luego se trasladó a Rionegro, para renombrarse como Rionegro Águilas.
| Equipo                 | Entrenador            | Ciudad/Municipio   | Estadio                                    | Aforo          | Marca         | Patrocinador Principal |
| ---------------------- | --------------------- | ------------------ | ------------------------------------------ | -------------- | ------------- | ---------------------- |
| Águilas Doradas        | Álvaro de Jesús Gómez | Rionegro y Pereira | Alberto Grisales y Hernán Ramírez Villegas | 14.000 y 30297 | FSS           | Colanta                |
| Alianza Petrolera      | Adolfo León Holguín   | Barrancabermeja    | Daniel Villa Zapata                        | 10.400         | Veralima      | Hipinto                |
| Atlético Huila         | José Fernando Santa   | Neiva              | Guillermo Plazas Alcid                     | 27.000         | Sheffy        | ElectroHuila           |
| Atlético Nacional      | Juan Carlos Osorio    | Medellín           | Atanasio Girardot                          | 45.000         | Nike          | Postobón               |
| Boyacá Chicó           | Eduardo Lara          | Tunja              | La Independencia                           | 20.000         | Walon         | Lotería Boyacá         |
| Cortuluá               | Jaime de la Pava      | Tuluá              | Doce de Octubre                            | 16.000         | Kimo          | Águila                 |
| Cúcuta Deportivo       | Flabio Torres         | Cúcuta             | General Santander                          | 47.500         | Umbro         | Alcaldía               |
| Deportes Tolima        | Alberto Gamero        | Ibagué             | Manuel Murillo Toro                        | 36.000         | Mitre         | Águila                 |
| Deportivo Cali         | Fernando Castro       | Palmira            | Deportivo Cali                             | 55.500         | Umbro         | Siesa                  |
| Deportivo Pasto        | Oscar Quintabani      | Pasto              | Departamental Libertad                     | 27.380         | Keuka         | Aguardiente Nariño     |
| Envigado F. C.         | Juan Carlos Sánchez   | Envigado           | Polideportivo Sur                          | 14.000         | Margo´s       | InderEnvigado          |
| Independiente Medellín | Leonel Álvarez        | Medellín           | Atanasio Girardot                          | 45.000         | Puma          | Colanta                |
| Jaguares               | Carlos Alberto Castro | Montería           | Municipal de Montería                      | 8.000          | Kaxon         | Comfacor               |
| Junior                 | Alexis Mendoza        | Barranquilla       | Metropolitano Roberto Meléndez             | 50.000         | Umbro         | Águila                 |
| La Equidad             | Santiago Escobar      | Bogotá             | Metropolitano de Techo                     | 10.000         | Saeta         | Equidad Seguros        |
| Millonarios            | Ricardo Lunari        | Bogotá             | Nemesio Camacho El Campín                  | 40.000         | Adidas        | Pepsi                  |
| Once Caldas            | Francisco Cortés      | Manizales          | Palogrande                                 | 43.678         | Umbro         | Kenworth               |
| Patriotas              | Harold Rivera         | Tunja              | La Independencia                           | 20.000         | Walon         | Colpatria              |
| Santa Fe               | Gustavo Costas        | Bogotá             | Nemesio Camacho El Campín                  | 40.000         | Umbro         | Huawei                 |
| Uniautónoma            | Calixto Chiquillo     | Barranquilla       | Metropolitano Roberto Meléndez             | 50.000         | Deporte Total | Kosta Azul             |

### Localización
| Antioquia | 4 | Atlético Nacional, Águilas Doradas, Envigado F. C. e Independiente Medellín. | \| Junior Uniautónoma Jaguares Cúcuta Alianza Medellín Nacional Envigado Águilas Boyacá Chicó Patriotas Caldas Millonarios Santa Fe La Equidad Tolima Cortuluá Cali Huila Pasto \| |
| Bogotá, D. C. | 3 | Millonarios, Independiente Santa Fe y La Equidad                             | \| Junior Uniautónoma Jaguares Cúcuta Alianza Medellín Nacional Envigado Águilas Boyacá Chicó Patriotas Caldas Millonarios Santa Fe La Equidad Tolima Cortuluá Cali Huila Pasto \| |
| Atlántico | 2 | Junior y Uniautónoma                                                         | \| Junior Uniautónoma Jaguares Cúcuta Alianza Medellín Nacional Envigado Águilas Boyacá Chicó Patriotas Caldas Millonarios Santa Fe La Equidad Tolima Cortuluá Cali Huila Pasto \| |
| Boyacá | 2 | Patriotas y Boyacá Chicó                                                     | \| Junior Uniautónoma Jaguares Cúcuta Alianza Medellín Nacional Envigado Águilas Boyacá Chicó Patriotas Caldas Millonarios Santa Fe La Equidad Tolima Cortuluá Cali Huila Pasto \| |
| Valle del Cauca | 2 | Deportivo Cali y Cortuluá                                                    | \| Junior Uniautónoma Jaguares Cúcuta Alianza Medellín Nacional Envigado Águilas Boyacá Chicó Patriotas Caldas Millonarios Santa Fe La Equidad Tolima Cortuluá Cali Huila Pasto \| |
| Caldas | 1 | Once Caldas                                                                  | \| Junior Uniautónoma Jaguares Cúcuta Alianza Medellín Nacional Envigado Águilas Boyacá Chicó Patriotas Caldas Millonarios Santa Fe La Equidad Tolima Cortuluá Cali Huila Pasto \| |
| Córdoba | 1 | Jaguares                                                                     | \| Junior Uniautónoma Jaguares Cúcuta Alianza Medellín Nacional Envigado Águilas Boyacá Chicó Patriotas Caldas Millonarios Santa Fe La Equidad Tolima Cortuluá Cali Huila Pasto \| |
| Huila | 1 | Atlético Huila                                                               | \| Junior Uniautónoma Jaguares Cúcuta Alianza Medellín Nacional Envigado Águilas Boyacá Chicó Patriotas Caldas Millonarios Santa Fe La Equidad Tolima Cortuluá Cali Huila Pasto \| |
| Nariño | 1 | Deportivo Pasto                                                              | \| Junior Uniautónoma Jaguares Cúcuta Alianza Medellín Nacional Envigado Águilas Boyacá Chicó Patriotas Caldas Millonarios Santa Fe La Equidad Tolima Cortuluá Cali Huila Pasto \| |
| Norte de Santander | 1 | Cúcuta Deportivo                                                             | \| Junior Uniautónoma Jaguares Cúcuta Alianza Medellín Nacional Envigado Águilas Boyacá Chicó Patriotas Caldas Millonarios Santa Fe La Equidad Tolima Cortuluá Cali Huila Pasto \| |
| Santander | 1 | Alianza Petrolera                                                            | \| Junior Uniautónoma Jaguares Cúcuta Alianza Medellín Nacional Envigado Águilas Boyacá Chicó Patriotas Caldas Millonarios Santa Fe La Equidad Tolima Cortuluá Cali Huila Pasto \| |
| Tolima | 1 | Deportes Tolima                                                              | \| Junior Uniautónoma Jaguares Cúcuta Alianza Medellín Nacional Envigado Águilas Boyacá Chicó Patriotas Caldas Millonarios Santa Fe La Equidad Tolima Cortuluá Cali Huila Pasto \| |
| Junior Uniautónoma Jaguares Cúcuta Alianza Medellín Nacional Envigado Águilas Boyacá Chicó Patriotas Caldas Millonarios Santa Fe La Equidad Tolima Cortuluá Cali Huila Pasto |   |                                                                              | \| Junior Uniautónoma Jaguares Cúcuta Alianza Medellín Nacional Envigado Águilas Boyacá Chicó Patriotas Caldas Millonarios Santa Fe La Equidad Tolima Cortuluá Cali Huila Pasto \| |

### Cambio de entrenadores
| Club                   | Entrenador saliente    | Fecha de salida | Reemplazado por    | Fecha de llegada   |
| ---------------------- | ---------------------- | --------------- | ------------------ | ------------------ |
| Águilas Doradas        | Álvaro de Jesús Gómez  | 7 de abril      | Oscar Quintabani   | 8 de abril         |
| Alianza Petrolera      | Adolfo León Holguín    | 14 de marzo     | Oscar Upegui       | 14 de marzo        |
| Cúcuta Deportivo       | Marcelo Fuentes        | 16 de marzo     | Flabio Torres      | 11 de mayo de 2015 |
| Deportivo Pasto        | Oscar Quintabani       | 27 de marzo     | Guillermo Berrio   | 27 de febrero      |
| Independiente Medellín | Hernán Torres Oliveros | 4 de mayo       | Leonel Álvarez     | 8 de mayo          |
| Once Caldas            | Flabio Torres          | 31 de marzo     | Francisco Cortés   | 1 de abril         |
| Uniautónoma            | Calixto Chiquillo      | 9 de marzo      | Giovanni Hernández | 11 de marzo        |

## Todos contra todos

### Clasificación
| Pos. | Equipos                | PJ | PG | PE | PP | GF | GC | Dif. | Pts. |  |
| ---- | ---------------------- | -- | -- | -- | -- | -- | -- | ---- | ---- |  |
| 1.   | Atlético Huila         | 20 | 12 | 5  | 3  | 33 | 22 | 11   | 41   |  |
| 2.   | Envigado F. C.         | 20 | 10 | 6  | 4  | 21 | 13 | 8    | 36   |  |
| 3.   | Deportivo Cali         | 20 | 10 | 5  | 5  | 36 | 24 | 12   | 35   |  |
| 4.   | Independiente Medellín | 20 | 10 | 5  | 5  | 31 | 22 | 9    | 35   |  |
| 5.   | Millonarios            | 20 | 9  | 7  | 4  | 36 | 23 | 13   | 34   |  |
| 6.   | Atlético Nacional      | 20 | 10 | 4  | 6  | 33 | 24 | 9    | 34   |  |
| 7.   | Deportes Tolima        | 20 | 9  | 6  | 5  | 29 | 16 | 13   | 33   |  |
| 8.   | Atlético Junior        | 20 | 9  | 6  | 5  | 27 | 16 | 11   | 33   |  |
| 9.   | Independiente Santa Fe | 20 | 8  | 7  | 5  | 29 | 19 | 10   | 31   |  |
| 10.  | Águilas Doradas        | 20 | 8  | 6  | 6  | 23 | 16 | 7    | 30   |  |
| 11.  | Patriotas              | 20 | 7  | 6  | 7  | 17 | 18 | -1   | 27   |  |
| 12.  | La Equidad             | 20 | 6  | 8  | 6  | 21 | 21 | 0    | 26   |  |
| 13.  | Once Caldas            | 20 | 5  | 8  | 7  | 29 | 32 | -3   | 23   |  |
| 14.  | Cortuluá               | 20 | 5  | 6  | 9  | 22 | 25 | -3   | 21   |  |
| 15.  | Jaguares               | 20 | 5  | 6  | 9  | 21 | 32 | -11  | 21   |  |
| 16.  | Alianza Petrolera      | 20 | 3  | 11 | 6  | 17 | 22 | -5   | 20   |  |
| 17.  | Boyacá Chicó           | 20 | 3  | 8  | 9  | 16 | 29 | -13  | 17   |  |
| 18.  | Cúcuta Deportivo       | 20 | 2  | 9  | 9  | 16 | 33 | -17  | 15   |  |
| 19.  | Universidad Autónoma   | 20 | 3  | 6  | 11 | 13 | 30 | -17  | 15   |  |
| 20.  | Deportivo Pasto        | 20 | 2  | 3  | 15 | 11 | 44 | -33  | 9    |  |
|      |                        |    |    |    |    |    |    |      |      |  |

Fuente 1: Web oficial de Dimayor 

Fuente 2: Web Worldfootball En casa Fuera de casa
|  |                                  |
|  | Clasificados a cuartos de final. |
|  | Eliminados.                      |

### Evolución de la clasificación
| Equipo                 | Jornada | Jornada | Jornada | Jornada | Jornada | Jornada | Jornada | Jornada | Jornada | Jornada | Jornada | Jornada | Jornada | Jornada | Jornada | Jornada | Jornada | Jornada | Jornada | Jornada |
| Equipo                 | 1       | 2       | 3       | 4       | 5       | 6       | 7       | 8       | 9       | 10      | 11      | 12      | 13      | 14      | 15      | 16      | 17      | 18      | 19      | 20      |
| ---------------------- | ------- | ------- | ------- | ------- | ------- | ------- | ------- | ------- | ------- | ------- | ------- | ------- | ------- | ------- | ------- | ------- | ------- | ------- | ------- | ------- |
| Atlético Huila         | 14      | 9       | 7       | 2       | 3       | 3       | 2       | 2       | 5       | 7       | 8       | 7       | 4       | 4       | 4       | 3       | 2       | 1       | 1       | 1       |
| Envigado F. C.         | 8       | 5       | 3       | 6       | 2       | 2       | 6       | 3       | 1       | 2       | 1       | 6       | 3       | 3       | 2       | 2       | 1       | 2       | 2       | 2       |
| Deportivo Cali         | 12      | 3       | 2       | 7       | 7       | 10      | 7       | 5       | 3       | 5       | 3       | 2       | 5       | 5       | 7       | 4       | 6       | 3       | 3       | 3       |
| Independiente Medellín | 5       | 4       | 8       | 5       | 1       | 5       | 4       | 4       | 2       | 3       | 4       | 3       | 2       | 1       | 1       | 1       | 3       | 4       | 5       | 4       |
| Millonarios            | 19      | 7       | 12      | 8       | 4       | 7       | 10      | 10      | 11      | 12      | 10      | 5       | 7       | 7       | 5       | 6       | 8       | 8       | 7       | 5       |
| Atlético Nacional      | 3       | 1       | 6       | 1       | 6       | 1       | 1       | 1       | 4       | 1       | 5       | 4       | 6       | 6       | 8       | 8       | 7       | 7       | 4       | 6       |
| Deportes Tolima        | 1       | 6       | 13      | 9       | 8       | 4       | 3       | 6       | 6       | 4       | 7       | 10      | 10      | 10      | 10      | 9       | 9       | 9       | 9       | 7       |
| Junior                 | 15      | 10      | 14      | 16      | 12      | 14      | 14      | 11      | 13      | 10      | 6       | 8       | 8       | 8       | 6       | 7       | 5       | 6       | 8       | 8       |
| Santa Fe               | 6       | 13      | 8       | 3       | 5       | 8       | 5       | 7       | 8       | 9       | 2       | 1       | 1       | 2       | 3       | 5       | 4       | 5       | 6       | 9       |
| Águilas Doradas        | 17      | 12      | 15      | 11      | 11      | 6       | 9       | 12      | 12      | 14      | 13      | 13      | 15      | 11      | 11      | 11      | 10      | 11      | 10      | 10      |
| Patriotas              | 5       | 11      | 4       | 10      | 9       | 11      | 8       | 8       | 7       | 6       | 9       | 9       | 9       | 9       | 9       | 10      | 11      | 10      | 11      | 11      |
| La Equidad             | 7       | 17      | 17      | 19      | 20      | 19      | 19      | 18      | 19      | 18      | 16      | 17      | 17      | 17      | 17      | 18      | 13      | 12      | 12      | 12      |
| Once Caldas            | 16      | 19      | 19      | 15      | 16      | 13      | 11      | 13      | 9       | 11      | 12      | 14      | 13      | 15      | 14      | 13      | 14      | 13      | 13      | 13      |
| Cortuluá               | 10      | 2       | 1       | 4       | 10      | 9       | 13      | 15      | 15      | 15      | 15      | 15      | 14      | 14      | 12      | 12      | 12      | 14      | 15      | 14      |
| Jaguares               | 13      | 15      | 10      | 12      | 14      | 17      | 12      | 9       | 10      | 8       | 11      | 11      | 11      | 12      | 13      | 14      | 15      | 15      | 14      | 15      |
| Alianza Petrolera      | 9       | 14      | 9       | 13      | 13      | 12      | 15      | 14      | 14      | 13      | 14      | 12      | 12      | 13      | 15      | 15      | 17      | 16      | 16      | 16      |
| Boyacá Chicó           | 18      | 18      | 18      | 18      | 17      | 18      | 18      | 16      | 16      | 16      | 17      | 16      | 18      | 18      | 16      | 16      | 16      | 17      | 17      | 17      |
| Cúcuta Deportivo       | 4       | 3       | 11      | 14      | 15      | 15      | 16      | 17      | 17      | 17      | 18      | 19      | 19      | 19      | 19      | 19      | 19      | 18      | 18      | 18      |
| Uniautónoma            | 11      | 16      | 16      | 17      | 19      | 16      | 18      | 19      | 18      | 19      | 19      | 18      | 16      | 16      | 18      | 17      | 18      | 19      | 19      | 19      |
| Deportivo Pasto        | 20      | 20      | 20      | 20      | 18      | 20      | 20      | 20      | 20      | 20      | 20      | 20      | 20      | 20      | 20      | 20      | 20      | 20      | 20      | 20      |

### Resultados
- La hora de cada encuentro corresponde al huso horario que rige a Colombia (UTC-5)

Nota: Los horarios y partidos de televisión se definen la semana previa a cada jornada. El canal Win Sports es el medio de difusión por televisión autorizado por la Dimayor para la transmisión por cable de ocho partidos por fecha.
| Cortuluá          | 1 : 1 | Envigado F.C.          | Doce de Octubre                | 30 de enero  | 19:45 | Win Sports |
| Deportes Tolima   | 4 : 1 | Boyacá Chicó           | Manuel Murillo Toro            | 31 de enero  | 15:15 | Win Sports |
| Once Caldas       | 0 : 2 | Independiente Medellín | Palogrande                     | 31 de enero  | 17:30 | Win Sports |
| Atlético Nacional | 2 : 0 | Águilas Doradas        | Atanasio Girardot              | 31 de enero  | 19:45 | Win Sports |
| Jaguares          | 0 : 0 | Deportivo Cali         | Municipal de Montería          | 1 de febrero | 15:15 | Win Sports |
| La Equidad        | 2 : 2 | Independiente Santa Fe | Metropolitano de Techo         | 1 de febrero | 17:00 | RCN        |
| Patriotas         | 2 : 1 | Atlético Huila         | La Independencia               | 1 de febrero | 17:30 | Win Sports |
| Cúcuta Deportivo  | 1 : 0 | Junior                 | General Santander              | 1 de febrero | 19:30 | Win Sports |
| Uniautónoma       | 1 : 1 | Alianza Petrolera      | Metropolitano Roberto Melendez | 2 de febrero | 19:45 | Win Sports |
| Millonarios       | 5 : 1 | Deportivo Pasto        | Nemesio Camacho El Campín      | 25 de marzo  | 20:00 | Win Sports |

| Atlético Huila         | 2 : 1 | Jaguares               | Guillermo Plazas Alcid         | 6 de febrero | 19:45 | Win Sports |
| Deportivo Pasto        | 0 : 3 | Cortuluá               | Departamental Libertad         | 7 de febrero | 14:00 | Win Sports |
| Águilas Doradas        | 1 : 0 | Uniautónoma            | Hernán Ramírez Villegas        | 7 de febrero | 16:00 | Win Sports |
| Millonarios            | 2 : 0 | Patriotas              | Nemesio Camacho El Campín      | 7 de febrero | 17:00 | RCN        |
| Independiente Medellín | 0 : 1 | Atlético Nacional      | Atanasio Girardot              | 7 de febrero | 18:00 | Win Sports |
| Cúcuta Deportivo       | 2 : 2 | Independiente Santa Fe | General Santander              | 7 de febrero | 20:00 | Win Sports |
| Boyacá Chicó           | 0 : 0 | Alianza Petrolera      | La Independencia               | 8 de febrero | 15:15 | Win Sports |
| Deportivo Cali         | 2 : 0 | La Equidad             | Deportivo Cali                 | 8 de febrero | 17:00 | RCN        |
| Junior                 | 2 : 1 | Once Caldas            | Metropolitano Roberto Meléndez | 8 de febrero | 17:30 | Win Sports |
| Envigado F.C.          | 1 : 0 | Deportes Tolima        | Polideportivo Sur              | 8 de febrero | 19:30 | Win Sports |

| Jaguares          | 2 : 0 | Deportivo Pasto        | Municipal de Montería          | 10 de febrero | 16:00 | Win Sports         |
| Patriotas         | 3 : 0 | Cúcuta Deportivo       | La Independencia               | 10 de febrero | 19:45 | Win Sports         |
| Alianza Petrolera | 1 : 0 | Águilas Doradas        | Álvaro Gómez Hurtado           | 11 de febrero | 16:00 | Win Sports         |
| Atlético Nacional | 1 : 2 | Atlético Huila         | Atanasio Girardot              | 11 de febrero | 18:00 | Win Sports         |
| La Equidad        | 0 : 1 | Envigado F.C.          | Metropolitano de Techo         | 11 de febrero | 18:00 | Win Sports Alterno |
| Uniautónoma       | 1 : 2 | Deportivo Cali         | Metropolitano Roberto Meléndez | 11 de febrero | 20:00 | Win Sports Alterno |
| Santa Fe          | 1 : 0 | Boyacá Chicó           | Nemesio Camacho El Campín      | 11 de febrero | 20:00 | Win Sports         |
| Cortuluá          | 2 : 0 | Junior                 | Doce de Octubre                | 12 de febrero | 18:00 | Win Sports         |
| Deportes Tolima   | 1 : 2 | Independiente Medellín | Manuel Murillo Toro            | 12 de febrero | 20:00 | Win Sports         |
| Once Caldas       | 1 : 2 | Millonarios            | Palogrande                     | 1 de abril    | 17:00 | Win Sports         |

| La Equidad             | 0 : 2 | Águilas Doradas   | Metropolitano de Techo         | 14 de febrero | 14:00 | Win Sports |
| Alianza Petrolera      | 0 : 1 | Santa Fe          | Álvaro Gómez Hurtado           | 14 de febrero | 16:00 | Win Sports |
| Envigado F.C.          | 1 : 2 | Atlético Nacional | Polideportivo Sur              | 14 de febrero | 17:00 | RCN        |
| Boyacá Chicó           | 0 : 0 | Uniautónoma       | La Independencia               | 14 de febrero | 18:00 | Win Sports |
| Millonarios            | 3 : 0 | Cúcuta Deportivo  | Nemesio Camacho El Campín      | 14 de febrero | 20:00 | Win Sports |
| Cortuluá               | 0 : 1 | Atlético Huila    | Doce de Octubre                | 15 de febrero | 15:15 | Win Sports |
| Deportes Tolima        | 4 : 1 | Deportivo Cali    | Manuel Murillo Toro            | 15 de febrero | 17:00 | RCN        |
| Independiente Medellín | 2 : 2 | Jaguares          | Atanasio Girardot              | 15 de febrero | 17:30 | Win Sports |
| Once Caldas            | 1 : 0 | Deportivo Pasto   | Palogrande                     | 15 de febrero | 19:30 | Win Sports |
| Junior                 | 2 : 0 | Patriotas         | Metropolitano Roberto Meléndez | 25 de marzo   | 18:00 | Win Sports |

| Envigado F.C.          | 2 : 0 | Uniautónoma       | Polideportivo Sur              | 21 de febrero | 14:00 | Win Sports |
| Cúcuta Deportivo       | 1 : 1 | Boyacá Chicó      | General Santander              | 21 de febrero | 16:00 | Win Sports |
| Deportivo Cali         | 0 : 0 | Alianza Petrolera | Deportivo Cali                 | 21 de febrero | 17:00 | RCN        |
| Millonarios            | 4 : 1 | Cortuluá          | Nemesio Camacho El Campín      | 21 de febrero | 18:00 | Win Sports |
| Junior                 | 4 : 0 | Jaguares          | Metropolitano Roberto Meléndez | 21 de febrero | 20:00 | Win Sports |
| Patriotas              | 1 : 1 | Once Caldas       | La Independencia               | 22 de febrero | 14:00 | Win Sports |
| Independiente Medellín | 1 : 0 | La Equidad        | Atanasio Girardot              | 22 de febrero | 16:00 | Win Sports |
| Águilas Doradas        | 1 : 1 | Santa Fe          | Hernán Ramírez Villegas        | 22 de febrero | 17:00 | RCN        |
| Deportivo Pasto        | 2 : 1 | Atlético Nacional | Departamental Libertad         | 22 de febrero | 18:00 | Win Sports |
| Atlético Huila         | 1 : 1 | Deportes Tolima   | Guillermo Plazas Alcid         | 22 de febrero | 20:00 | Win Sports |

| Boyacá Chicó      | 1 : 1 | Envigado F.C.          | La Independencia               | 24 de febrero | 18:00 | Win Sports         |
| Cortuluá          | 0 : 0 | Cúcuta Deportivo       | Doce de Octubre                | 24 de febrero | 20:00 | Win Sports         |
| Jaguares          | 1 : 2 | Once Caldas            | Municipal de Montería          | 25 de febrero | 16:00 | Win Sports         |
| Alianza Petrolera | 1 : 1 | Atlético Huila         | Álvaro Gómez Hurtado           | 25 de febrero | 16:00 | Win Sports Alterno |
| La Equidad        | 1 : 0 | Junior                 | Metropolitano de Techo         | 25 de febrero | 18:00 | Win Sports         |
| Deportes Tolima   | 1 : 0 | Millonarios            | Manuel Murillo Toro            | 25 de febrero | 20:00 | Win Sports         |
| Uniautónoma       | 1 : 0 | Deportivo Pasto        | Metropolitano Roberto Meléndez | 25 de febrero | 20:00 | Win Sports Alterno |
| Águilas Doradas   | 2 : 1 | Deportivo Cali         | Hernán Ramírez Villegas        | 26 de febrero | 18:00 | Win Sports         |
| Atlético Nacional | 2 : 0 | Patriotas              | Atanasio Girardot              | 26 de febrero | 20:00 | Win Sports         |
| Santa Fe          | 3 : 1 | Independiente Medellín | Nemesio Camacho El Campín      | 24 de marzo   | 19:45 | Win Sports         |

| Deportivo Pasto   | 0 : 3 | Independiente Medellín | Departamental Libertad    | 28 de febrero | 14:00 | Win Sports         |
| Deportes Tolima   | 1 : 0 | La Equidad             | Manuel Murillo Toro       | 28 de febrero | 16:00 | Win Sports         |
| Junior            | 0 : 0 | Envigado F.C.          | Metropolitano             | 28 de febrero | 18:00 | Win Sports         |
| Once Caldas       | 2 : 2 | Boyacá Chicó           | Palogrande                | 28 de febrero | 18:00 | Win Sports Alterno |
| Atlético Huila    | 3 : 0 | Cúcuta Deportivo       | Guillermo Plazas Alcid    | 28 de febrero | 20:00 | Win Sports         |
| Patriotas         | 1 : 0 | Águilas Doradas        | La Independencia          | 1 de marzo    | 14:00 | Win Sports         |
| Jaguares          | 2 : 0 | Alianza Petrolera      | Municipal de Montería     | 1 de marzo    | 16:00 | Win Sports         |
| Atlético Nacional | 4 : 0 | Uniautónoma            | Atanasio Girardot         | 1 de marzo    | 17:00 | RCN                |
| Deportivo Cali    | 5 : 1 | Millonarios            | Deportivo Cali            | 1 de marzo    | 18:00 | Win Sports         |
| Santa Fe          | 3 : 0 | Cortuluá               | Nemesio Camacho El Campín | 1 de marzo    | 20:00 | Win Sports         |

| Envigado F.C.          | 1 : 0 | Águilas Doradas   | Polideportivo Sur              | 7 de marzo | 14:00 | Win Sports         |
| Millonarios            | 1 : 1 | La Equidad        | Nemesio Camacho El Campín      | 7 de marzo | 16:00 | Win Sports         |
| Atlético Huila         | 2 : 2 | Santa Fe          | Guillermo Plazas Alcid         | 7 de marzo | 18:00 | Win Sports         |
| Deportivo Pasto        | 0 : 0 | Alianza Petrolera | Departamental Libertad         | 7 de marzo | 18:00 | Win Sports Alterno |
| Independiente Medellín | 1 : 1 | Boyacá Chicó      | Atanasio Girardot              | 7 de marzo | 20:00 | Win Sports         |
| Cortuluá               | 1 : 2 | Jaguares          | Doce de Octubre                | 8 de marzo | 14:00 | Win Sports         |
| Junior                 | 2 : 1 | Uniautónoma       | Metropolitano Roberto Meléndez | 8 de marzo | 16:00 | Win Sports         |
| Once Caldas            | 3 : 3 | Atlético Nacional | Palogrande                     | 8 de marzo | 17:00 | RCN                |
| Cúcuta Deportivo       | 2 : 4 | Deportivo Cali    | General Santander              | 8 de marzo | 18:00 | Win Sports         |
| Patriotas              | 1 : 0 | Deportes Tolima   | La Independencia               | 8 de marzo | 20:00 | Win Sports         |

| Envigado F.C.          | 2 : 1 | Deportivo Pasto   | Polideportivo Sur              | 10 de marzo | 18:00 | Win Sports         |
| Águilas Doradas        | 0 : 0 | Millonarios       | Hernán Ramírez Villegas        | 10 de marzo | 20:00 | Win Sports         |
| Alianza Petrolera      | 1 : 1 | Cortuluá          | Álvaro Gómez Hurtado           | 11 de marzo | 16:00 | Win Sports         |
| Cúcuta Deportivo       | 1 : 1 | Deportes Tolima   | General Santander              | 11 de marzo | 18:00 | Win Sports         |
| Uniautónoma            | 1 : 1 | Jaguares          | Metropolitano Roberto Meléndez | 11 de marzo | 18:00 | Win Sports Alterno |
| Santa Fe               | 0 : 1 | Once Caldas       | Nemesio Camacho El Campín      | 11 de marzo | 20:00 | Win Sports         |
| Independiente Medellín | 2 : 0 | Atlético Huila    | Atanasio Girardot              | 11 de marzo | 20:00 | Win Sports Alterno |
| Boyacá Chicó           | 1 : 1 | Patriotas         | La Independencia               | 12 de marzo | 18:00 | Win Sports         |
| Deportivo Cali         | 3 : 2 | Junior            | Deportivo Cali                 | 12 de marzo | 20:00 | Win Sports         |
| La Equidad             | 2 : 0 | Atlético Nacional | Metropolitano de Techo         | 29 de abril | 19:45 | Win Sports         |

| Once Caldas       | 1 : 1 | Águilas Doradas        | Palogrande                     | 14 de marzo | 14:00 | Win Sports         |
| Jaguares          | 2 : 1 | Envigado F.C.          | Municipal de Montería          | 14 de marzo | 16:00 | Win Sports Alterno |
| Alianza Petrolera | 3 : 2 | Cúcuta Deportivo       | Álvaro Gómez Hurtado           | 14 de marzo | 16:00 | Win Sports         |
| Millonarios       | 0 : 0 | Santa Fe               | Nemesio Camacho El Campín      | 14 de marzo | 18:00 | Win Sports         |
| Deportes Tolima   | 3 : 1 | Atlético Huila         | Manuel Murillo Toro            | 14 de marzo | 20:00 | Win Sports         |
| La Equidad        | 1 : 1 | Deportivo Pasto        | Metropolitano de Techo         | 15 de marzo | 14:00 | Win Sports         |
| Patriotas         | 1 : 1 | Boyacá Chicó           | La Independencia               | 15 de marzo | 16:00 | Win Sports         |
| Atlético Nacional | 3 : 1 | Independiente Medellín | Atanasio Girardot              | 15 de marzo | 17:00 | RCN                |
| Cortuluá          | 2 : 1 | Deportivo Cali         | Doce de Octubre                | 15 de marzo | 18:00 | Win Sports         |
| Uniautónoma       | 0 : 2 | Junior                 | Metropolitano Roberto Meléndez | 15 de marzo | 20:00 | Win Sports         |

| Boyacá Chicó           | 1 : 2 | La Equidad        | La Independencia          | 21 de marzo | 14:00 | Win Sports         |
| Independiente Medellín | 2 : 1 | Cortuluá          | Atanasio Girardot         | 21 de marzo | 16:00 | Win Sports         |
| Envigado F.C.          | 2 : 0 | Jaguares          | Polideportivo Sur         | 21 de marzo | 18:00 | Win Sports         |
| Santa Fe               | 4 : 1 | Uniautónoma       | Nemesio Camacho El Campín | 21 de marzo | 20:00 | Win Sports         |
| Junior                 | 2 : 0 | Millonarios       | Metropolitano             | 22 de marzo | 15:15 | Win Sports         |
| Atlético Huila         | 1 : 0 | Once Caldas       | Guillermo Plazas Alcid    | 22 de marzo | 15:15 | Win Sports Alterno |
| Deportivo Cali         | 3 : 1 | Atlético Nacional | Deportivo Cali            | 22 de marzo | 17:00 | RCN                |
| Águilas Doradas        | 0 : 0 | Deportes Tolima   | Alberto Grisales          | 22 de marzo | 17:30 | Win Sports         |
| Deportivo Pasto        | 1 : 3 | Patriotas         | Departamental Libertad    | 22 de marzo | 19:30 | Win Sports         |
| Cúcuta Deportivo       | 0 : 0 | Alianza Petrolera | General Santander         | 23 de marzo | 16:00 | Win Sports         |

| Cortuluá          | 0 : 1         | Uniautónoma            | Doce de Octubre                | 27 de marzo | 19:45 | Win Sports         |
| Patriotas         | 0 : 0         | Santa Fe               | La Independencia               | 28 de marzo | 14:00 | Win Sports         |
| Jaguares          | 1 : 1         | La Equidad             | Municipal de Montería          | 28 de marzo | 16:00 | Win Sports         |
| Deportivo Pasto   | 1 : 4         | Deportivo Cali         | Departamental Libertad         | 28 de marzo | 18:00 | Win Sports         |
| Atlético Nacional | 2 : 0         | Deportes Tolima        | Atanasio Girardot              | 28 de marzo | 20:00 | Win Sports         |
| Atlético Huila    | 2 : 1         | Envigado F.C.          | Guillermo Plazas Alcid         | 29 de marzo | 15:15 | Win Sports Alterno |
| Junior            | 1 : 1         | Águilas Doradas        | Metropolitano Roberto Meléndez | 29 de marzo | 15:15 | Win Sports         |
| Cúcuta Deportivo  | 0 : 3 (W. O.) | Independiente Medellín | General Santander              | 29 de marzo | 17:00 | RCN                |
| Once Caldas       | 2 : 2         | Alianza Petrolera      | Palogrande                     | 29 de marzo | 17:30 | Win Sports         |
| Millonarios       | 3 : 1         | Boyacá Chicó           | Nemesio Camacho El Campín      | 29 de marzo | 19:30 | Win Sports         |

| La Equidad        | 0 : 0 | Patriotas              | Metropolitano de Techo         | 4 de abril | 14:00 | Win Sports         |
| Jaguares          | 1 : 1 | Cúcuta Deportivo       | Municipal de Montería          | 4 de abril | 16:00 | Win Sports         |
| Santa Fe          | 4 : 0 | Deportivo Pasto        | Nemesio Camacho El Campín      | 4 de abril | 17:00 | RCN                |
| Atlético Nacional | 1 : 3 | Cortuluá               | Atanasio Girardot              | 4 de abril | 18:00 | Win Sports         |
| Boyacá Chicó      | 0 : 1 | Atlético Huila         | La Independencia               | 4 de abril | 20:00 | Win Sports Alterno |
| Deportivo Cali    | 0 : 2 | Envigado F.C.          | Deportivo Cali                 | 4 de abril | 20:00 | Win Sports         |
| Águilas Doradas   | 0 : 1 | Independiente Medellín | Alberto Grisales               | 5 de abril | 14:00 | Win Sports         |
| Alianza Petrolera | 0 : 0 | Junior                 | Álvaro Gómez Hurtado           | 5 de abril | 16:00 | Win Sports         |
| Uniautónoma       | 2 : 1 | Millonarios            | Metropolitano Roberto Meléndez | 5 de abril | 18:00 | Win Sports         |
| Deportes Tolima   | 1 : 1 | Once Caldas            | Manuel Murillo Toro            | 5 de abril | 20:00 | Win Sports         |

| Santa Fe               | 1 : 0 | Deportes Tolima   | Nemesio Camacho El Campín | 31 de marzo | 20:00 | Win Sports         |
| Boyacá Chicó           | 3 : 2 | Atlético Nacional | La Independencia          | 1 de abril  | 19:00 | Win Sports         |
| Deportivo Cali         | 1 : 1 | Cortuluá          | Deportivo Cali            | 7 de abril  | 19:45 | Win Sports         |
| Águilas Doradas        | 1 : 0 | Jaguares          | Alberto Grisales          | 8 de abril  | 15:30 | Win Sports Alterno |
| Atlético Huila         | 2 : 2 | Millonarios       | Guillermo Plazas Alcid    | 8 de abril  | 15:30 | Win Sports         |
| Uniautónoma            | 0 : 0 | Cúcuta Deportivo  | General Santander         | 8 de abril  | 18:00 | Win Sports         |
| Independiente Medellín | 1 : 0 | Patriotas         | Atanasio Girardot         | 8 de abril  | 20:00 | Win Sports         |
| Alianza Petrolera      | 2 : 2 | La Equidad        | Álvaro Gómez Hurtado      | 9 de abril  | 16:00 | Win Sports         |
| Envigado F.C.          | 2 : 1 | Once Caldas       | Polideportivo Sur         | 9 de abril  | 18:00 | Win Sports         |
| Deportivo Pasto        | 0 : 0 | Junior            | Departamental Libertad    | 9 de abril  | 20:00 | Win Sports         |

| Atlético Huila         | 3 : 3 | Águilas Doradas   | Guillermo Plazas Alcid         | 11 de abril | 15:15 | Win Sports Alterno |
| Cortuluá               | 1 : 1 | Deportes Tolima   | Doce de Octubre                | 11 de abril | 15:15 | Win Sports         |
| Patriotas              | 1 : 0 | Uniautónoma       | La Independencia               | 11 de abril | 17:30 | Win Sports         |
| Independiente Medellín | 2 : 2 | Deportivo Cali    | Atanasio Girardot              | 11 de abril | 19:45 | Win Sports         |
| Deportivo Pasto        | 0 : 1 | Boyacá Chicó      | Departamental Libertad         | 12 de abril | 14:00 | Win Sports         |
| Jaguares               | 0 : 1 | Atlético Nacional | Municipal de Montería          | 12 de abril | 16:00 | Win Sports         |
| Junior                 | 3 : 1 | Santa Fe          | Metropolitano Roberto Meléndez | 12 de abril | 17:00 | RCN                |
| Once Caldas            | 2 : 2 | La Equidad        | Palogrande                     | 12 de abril | 18:00 | Win Sports         |
| Cúcuta Deportivo       | 0 : 0 | Envigado F.C.     | General Santander              | 12 de abril | 20:00 | Win Sports         |
| Millonarios            | 3 : 1 | Alianza Petrolera | Nemesio Camacho El Campín      | 15 de abril | 19:45 | Win Sports         |

| La Equidad        | 1 : 2 | Atlético Huila         | Metropolitano de Techo         | 18 de abril | 14:00 | Win Sports |
| Alianza Petrolera | 1 : 2 | Envigado F.C.          | Alvaro Gómez Hurtado           | 18 de abril | 16:00 | Win Sports |
| Uniautónoma       | 1 : 1 | Independiente Medellín | Metropolitano Roberto Meléndez | 18 de abril | 18:00 | Win Sports |
| Atlético Nacional | 2 : 2 | Junior                 | Atanasio Girardot              | 18 de abril | 20:00 | Win Sports |
| Deportes Tolima   | 2 : 1 | Deportivo Pasto        | Manuel Murillo Toro            | 19 de abril | 14:00 | Win Sports |
| Jaguares          | 3 : 3 | Millonarios            | Municipal de Montería          | 19 de abril | 16:00 | Win Sports |
| Santa Fe          | 0 : 1 | Deportivo Cali         | Nemesio Camacho El Campín      | 19 de abril | 17:00 | RCN        |
| Cortuluá          | 2 : 0 | Patriotas              | Doce de Octubre                | 19 de abril | 18:45 | Win Sports |
| Cúcuta Deportivo  | 1 : 2 | Once Caldas            | General Santander              | 19 de abril | 20:45 | Win Sports |
| Boyacá Chicó      | 0 : 1 | Águilas Doradas        | La Independencia               | 20 de abril | 20:00 | Win Sports |

| Boyacá Chicó           | 2 : 1 | Cortuluá          | La Independencia               | 24 de abril | 20:00 | Win Sports |
| La Equidad             | 3 : 1 | Cúcuta Deportivo  | Metropolitano de Techo         | 25 de abril | 14:00 | Win Sports |
| Atlético Huila         | 3 : 1 | Deportivo Pasto   | Guillermo Plazas Alcid         | 25 de abril | 16:00 | Win Sports |
| Independiente Medellín | 1 : 2 | Junior            | Atanasio Girardot              | 25 de abril | 18:00 | Win Sports |
| Santa Fe               | 3 : 0 | Jaguares          | Nemesio Camacho El Campín      | 25 de abril | 20:00 | Win Sports |
| Águilas Doradas        | 2 : 1 | Once Caldas       | Alberto Grisales               | 26 de abril | 14:00 | Win Sports |
| Alianza Petrolera      | 0 : 1 | Atlético Nacional | Daniel Villa Zapata            | 26 de abril | 16:00 | Win Sports |
| Deportivo Cali         | 0 : 0 | Patriotas         | Deportivo Cali                 | 26 de abril | 17:00 | RCN        |
| Envigado F.C.          | 0 : 0 | Millonarios       | Polideportivo Sur              | 26 de abril | 18:00 | Win Sports |
| Uniautónoma            | 0 : 2 | Deportes Tolima   | Metropolitano Roberto Meléndez | 26 de abril | 20:00 | Win Sports |

| Envigado F.C.          | 0 : 0 | Santa Fe          | Polideportivo Sur              | 1 de mayo | 20:00 | Win Sports         |
| Once Caldas            | 3 : 2 | Cortuluá          | Palogrande                     | 2 de mayo | 14:00 | Win Sports         |
| Cúcuta Deportivo       | 2 : 1 | Águilas Doradas   | General Santander              | 2 de mayo | 16:00 | Win Sports         |
| Junior                 | 1 : 1 | Deportes Tolima   | Metropolitano Roberto Meléndez | 2 de mayo | 18:00 | Win Sports         |
| Patriotas              | 2 : 1 | Jaguares          | La Independencia               | 2 de mayo | 20:00 | Win Sports         |
| Deportivo Pasto        | 1 : 2 | La Equidad        | Departamental Libertad         | 3 de mayo | 15:15 | Win Sports Alterno |
| Atlético Huila         | 3 : 1 | Uniautónoma       | Guillermo Plazas Alcid         | 3 de mayo | 15:15 | Win Sports         |
| Millonarios            | 0 : 0 | Atlético Nacional | Nemesio Camacho El Campín      | 3 de mayo | 17:00 | RCN                |
| Independiente Medellín | 2 : 2 | Alianza Petrolera | Atanasio Girardot              | 3 de mayo | 17:30 | Win Sports         |
| Deportivo Cali         | 3 : 0 | Boyacá Chicó      | Deportivo Cali                 | 3 de mayo | 19:30 | Win Sports         |

| La Equidad        | 1 : 0 | Uniautónoma            | Metropolitano de Techo         | 9 de mayo  | 14:00 | Win Sports |
| Jaguares          | 2 : 0 | Boyacá Chicó           | Municipal de Montería          | 9 de mayo  | 16:00 | Win Sports |
| Deportivo Pasto   | 1 : 0 | Cúcuta Deportivo       | Departamental Libertad         | 9 de mayo  | 18:00 | Win Sports |
| Millonarios       | 3 : 1 | Independiente Medellín | Nemesio Camacho El Campín      | 9 de mayo  | 20:00 | Win Sports |
| Atlético Nacional | 2 : 0 | Santa Fe               | Atanasio Girardot              | 10 de mayo | 10:00 | Win Sports |
| Águilas Doradas   | 1 : 0 | Cortuluá               | Hernán Ramírez Villegas        | 10 de mayo | 14:00 | Win Sports |
| Junior            | 0 : 1 | Atlético Huila         | Metropolitano Roberto Meléndez | 10 de mayo | 16:00 | Win Sports |
| Once Caldas       | 2 : 3 | Deportivo Cali         | Palogrande                     | 10 de mayo | 17:00 | RCN        |
| Deportes Tolima   | 1 : 0 | Alianza Petrolera      | Manuel Murillo Toro            | 10 de mayo | 18:00 | Win Sports |
| Patriotas         | 0 : 1 | Envigado F.C.          | La Independencia               | 10 de mayo | 20:00 | Win Sports |

| Uniautónoma       | 2 : 2 | Once Caldas            | Metropolitano Roberto Meléndez | 15 de mayo | 19:45 | Win Sports         |
| Cortuluá          | 0 : 0 | La Equidad             | Doce de Octubre                | 16 de mayo | 15:15 | Win Sports         |
| Atlético Nacional | 2 : 2 | Cúcuta Deportivo       | Atanasio Girardot              | 16 de mayo | 17:30 | Win Sports         |
| Deportivo Cali    | 0 : 1 | Atlético Huila         | Deportivo Cali                 | 16 de mayo | 19:45 | Win Sports         |
| Deportes Tolima   | 5 : 0 | Jaguares               | Manuel Murillo Toro            | 17 de mayo | 16:00 | Sin TV             |
| Alianza Petrolera | 2 : 1 | Patriotas              | Daniel Villa Zapata            | 17 de mayo | 16:00 | Sin TV             |
| Santa Fe          | 1 : 3 | Millonarios            | Nemesio Camacho El Campín      | 17 de mayo | 16:00 | RCN                |
| Boyacá Chicó      | 0 : 2 | Junior                 | La Independencia               | 17 de mayo | 16:00 | Win Sports         |
| Águilas Doradas   | 6 : 0 | Deportivo Pasto        | Alberto Grisales               | 17 de mayo | 16:00 | Sin TV             |
| Envigado F.C.     | 0 : 2 | Independiente Medellín | Polideportivo Sur              | 17 de mayo | 16:00 | Win Sports Alterno |

## Fase Final
Para la segunda fase del torneo, los cuartos de final, clasificaron los mejores ocho ubicados en la tabla del Todos contra todos. Estos ocho equipos se dividirán en cuatro llaves: llave A, B, C y D, los ubicados del primer (1°) al cuarto (4°) puesto fueron ubicados respectivamente en dichas llaves, con la ventaja de que el juego de vuelta lo disputarán en condición de local. Los rivales de estos cuatro equipos saldrán de los ubicados del quinto (5°) al octavo (8°) puesto, los cuales sortearán su ubicación en las llaves A, B, C y D.

### Cuadro final
|  | Cuartos de final       | Cuartos de final       | Cuartos de final |       |                 | Semifinales      | Semifinales      | Semifinales      |  |  | Final                  | Final            | Final            |
|  | 20 al 24 de mayo       | 20 al 24 de mayo       | 20 al 24 de mayo |       |                 | 27 al 31 de mayo | 27 al 31 de mayo | 27 al 31 de mayo |  |  | 15 y 19 de junio       | 15 y 19 de junio | 15 y 19 de junio |
|  |                        |                        |                  |       |                 |                  |                  |                  |  |  |                        |                  |                  |
|  | Atlético Huila         | 1                      | 2                |       |                 |                  |                  |                  |  |  |                        |                  |                  |
|  | Deportes Tolima        | 2                      | 3                |       |                 |                  |                  |                  |  |  |                        |                  |                  |
|  | Deportes Tolima        | 2                      | 3                |       | Deportes Tolima | 0                | 1                |                  |  |  |                        |                  |                  |
|  |                        |                        |                  |       | Deportes Tolima | 0                | 1                |                  |  |  |                        |                  |                  |
|  |                        | Independiente Medellín | 0                | 3     |                 |                  |                  |                  |  |  |                        |                  |                  |
|  | Independiente Medellín | Independiente Medellín | 0                | 3     | 3               | 1                |                  |                  |  |  |                        |                  |                  |
|  | Independiente Medellín |                        |                  |       | 3               | 1                |                  |                  |  |  |                        |                  |                  |
|  | Junior                 | 0                      | 0                |       |                 |                  |                  |                  |  |  |                        |                  |                  |
|  |                        |                        |                  |       |                 |                  |                  |                  |  |  | Independiente Medellín | 0                | 1                |
|  |                        |                        | Deportivo Cali   | 1     | 1               |                  |                  |                  |  |  |                        |                  |                  |
|  | Envigado F. C.         | 0                      | 3                |       |                 |                  |                  |                  |  |  |                        |                  |                  |
|  | Millonarios            | 4                      | 2                |       |                 |                  |                  |                  |  |  |                        |                  |                  |
|  | Millonarios            | 4                      | 2                |       | Millonarios     | 3                | 0 (3)            |                  |  |  |                        |                  |                  |
|  |                        |                        |                  |       | Millonarios     | 3                | 0 (3)            |                  |  |  |                        |                  |                  |
|  |                        | Deportivo Cali         | 2                | 1 (4) |                 |                  |                  |                  |  |  |                        |                  |                  |
|  | Deportivo Cali         | Deportivo Cali         | 2                | 1 (4) | 3               | 1                |                  |                  |  |  |                        |                  |                  |
|  | Deportivo Cali         |                        |                  |       | 3               | 1                |                  |                  |  |  |                        |                  |                  |
|  | Atlético Nacional      | 3                      | 0                |       |                 |                  |                  |                  |  |  |                        |                  |                  |

- Nota : El equipo ubicado en la primera línea de cada llave es el que ejerce la localía en el partido de vuelta.
- En adelante, la hora de cada encuentro corresponde a la hora legal de Colombia (UTC-5)

### Cuartos de final
| 20 de mayo de 2015, 20:30 | Deportes Tolima          | 2:1 (1:1) | Atlético Huila  | Estadio Metropolitano de Techo, Bogotá                  |                                                         |
|                           | Ibargüen 13' · Arias 89' | Reporte   | Cano 43' (pen.) | Asistencia: 9.000 espectadores Árbitro(s): Adrián Vélez | Asistencia: 9.000 espectadores Árbitro(s): Adrián Vélez |

| 24 de mayo de 2015, 17:30 | Atlético Huila          | 2:3 (1:1) | Deportes Tolima              | Estadio Centenario de Armenia, Armenia                   |                                                          |
|                           | Ferreira 36' · Cano 54' | Reporte   | Pérez 5' 90+1' · Estrada 80' | Asistencia: 6.000 espectadores Árbitro(s): Wilmar Roldán | Asistencia: 6.000 espectadores Árbitro(s): Wilmar Roldán |

| 21 de mayo de 2015, 18:45 | Junior         | 0:3     | Independiente Medellín     | Estadio Metropolitano, Barranquilla                       |                                                           |
| | Ovelar 39' 82' | Reporte | Valencia 60' · Caicedo 71' | Asistencia: 28.582 espectadores Árbitro(s): Nicolás Gallo | Asistencia: 28.582 espectadores Árbitro(s): Nicolás Gallo |
| Inicialmente el juego finalizó 2:2. No obstante, Dimayor concedió un 0:3 a favor de Independiente Medellín debido a que Junior jugó con cuatro jugadores extranjeros simultáneamente. |                |         |                            |                                                           |                                                           |

| 24 de mayo de 2015, 15:15 | Independiente Medellín | 1:0 (0:0) | Junior | Estadio Atanasio Girardot, Medellín                     |                                                         |
|                           | Hechalar 89'           | Reporte   |        | Asistencia: 34.275 espectadores Árbitro(s): Ervin Otero | Asistencia: 34.275 espectadores Árbitro(s): Ervin Otero |

| 21 de mayo de 2015, 20:45 | Millonarios                   | 4:0 (1:0) | Envigado F. C. | Estadio El Campín, Bogotá                                |                                                          |
|                           | Insúa 13' · Uribe 76' 79' 86' | Reporte   |                | Asistencia: 29.181 espectadores Árbitro(s): Ímer Machado | Asistencia: 29.181 espectadores Árbitro(s): Ímer Machado |

| 24 de mayo de 2015, 19:30 | Envigado F. C.                  | 3:2 (1:0) | Millonarios           | Estadio Polideportivo Sur, Envigado                     |                                                         |
|                           | González 43' 90+2' · Méndez 59' | Reporte   | Insúa 52' · Uribe 83' | Asistencia: 8.000 espectadores Árbitro(s): Luis Sánchez | Asistencia: 8.000 espectadores Árbitro(s): Luis Sánchez |

| 20 de mayo de 2015, 18:30 | Atlético Nacional           | 3:3 (2:2) | Deportivo Cali                       | Estadio Atanasio Girardot, Medellín                         |                                                             |
|                           | Copete 16' 63' · Ruiz 45+3' | Reporte   | Roa 15' · Preciado 25' · Murillo 50' | Asistencia: 20.392 espectadores Árbitro(s): Gustavo Murillo | Asistencia: 20.392 espectadores Árbitro(s): Gustavo Murillo |

| 23 de mayo de 2015, 19:45 | Deportivo Cali     | 1:0 (0:0) | Atlético Nacional | Estadio Deportivo Cali, Palmira                                 |                                                                 |
|                           | Murillo 65' (pen.) | Reporte   |                   | Asistencia: 33.000 espectadores Árbitro(s): Juan Carlos Gamarra | Asistencia: 33.000 espectadores Árbitro(s): Juan Carlos Gamarra |

### Semifinales
| 27 de mayo de 2015, 19:45 | Deportes Tolima | 0:0     | Independiente Medellín | Estadio Metropolitano de Techo, Bogotá                      |                                                             |
|                           |                 | Reporte |                        | Asistencia: 12.000 espectadores Árbitro(s): Gustavo Murillo | Asistencia: 12.000 espectadores Árbitro(s): Gustavo Murillo |

| 31 de mayo de 2015, 17:00 | Independiente Medellín                        | 3:1 (0:1) | Deportes Tolima | Estadio Atanasio Girardot, Medellín                      |                                                          |
|                           | J. D. Pérez 76' · Hechalar 81' · Monsalvo 88' |           | M. Pérez 21'    | Asistencia: 41.487 espectadores Árbitro(s): Luis Sánchez | Asistencia: 41.487 espectadores Árbitro(s): Luis Sánchez |

| 28 de mayo de 2015, 19:00 | Millonarios                         | 3:2 (1:1) | Deportivo Cali          | Estadio El Campín, Bogotá                                 |                                                           |
|                           | Uribe 26' (pen.), 60' · Candelo 87' | Reporte   | Murillo 30' · Pérez 57' | Asistencia: 33.089 espectadores Árbitro(s): Nicolás Gallo | Asistencia: 33.089 espectadores Árbitro(s): Nicolás Gallo |

| 31 de mayo de 2015, 19:30 | Deportivo Cali                                | 1:0 (1:0) (4:3 p.)         | Millonarios                                   | Estadio Deportivo Cali, Palmira                          |                                                          |
|                           | Casierra 29'                                  | Reporte                    |                                               | Asistencia: 38.000 espectadores Árbitro(s): Adrián Vélez | Asistencia: 38.000 espectadores Árbitro(s): Adrián Vélez |
|                           |                                               | Tiros desde el punto penal |                                               |                                                          |                                                          |
|                           | Pérez · Preciado · Roa · Nasuti · Hernández · |                            | Vargas · Ramírez · Torres · Uribe · Delgado · |                                                          |                                                          |

### Final
| 3 de junio de 2015, 19:00 | Deportivo Cali | 1:0 (1:0) | Independiente Medellín | Estadio Deportivo Cali, Palmira                             |                                                             |
|                           | Preciado 17'   | Reporte   |                        | Asistencia: 35.000 espectadores Árbitro(s): Gustavo Murillo | Asistencia: 35.000 espectadores Árbitro(s): Gustavo Murillo |

| 7 de junio de 2015, 19:00 | Independiente Medellín | 1:1 (0:1) | Deportivo Cali | Estadio Atanasio Girardot, Medellín                             |                                                                 |
|                           | Monsalvo 69'           | Reporte   | Roa 40'        | Asistencia: 45.000 espectadores Árbitro(s): Juan Carlos Gamarra | Asistencia: 45.000 espectadores Árbitro(s): Juan Carlos Gamarra |

|                                   |
| Bandera de Colombia               |
| Campeón Deportivo Cali 9.º título |

## Estadísticas

### Goleadores
| Jugador               | Equipos                | Goles | PJ | Media |
| --------------------- | ---------------------- | ----- | -- | ----- |
| Fernando Uribe        | Millonarios            | 15    | 23 | 0.68  |
| Harold Preciado       | Deportivo Cali         | 13    | 26 | 0.55  |
| Marco Pérez           | Deportes Tolima        | 9     | 17 | 0.52  |
| Jonathan Copete       | Atlético Nacional      | 9     | 17 | 0.56  |
| Carlos Ibargüen       | Cortuluá               | 9     | 18 | 0.50  |
| Rafael Santos Borré   | Deportivo Cali         | 8     | 12 | 0.73  |
| Juan Fernando Caicedo | Independiente Medellín | 8     | 19 | 0.42  |
| Robin Ramírez         | Deportes Tolima        | 7     | 13 | 0.54  |
| Roberto Ovelar        | Junior                 | 7     | 15 | 0.46  |
| Miguel Murillo        | Deportivo Cali         | 7     | 16 | 0.43  |

Fuente 1: ESPN FC 

### Asistentes
| Jugador               | Equipos                | Asistencias | PJ |
| --------------------- | ---------------------- | ----------- | -- |
| Jhony Cano            | Atlético Huila         | 10          | 20 |
| Harold Preciado       | Deportivo Cali         | 9           | 26 |
| Yerson Candelo        | Deportivo Cali         | 8           | 16 |
| Juan Fernando Caicedo | Independiente Medellín | 8           | 19 |
| Andrés Ibargüen       | Deportes Tolima        | 8           | 20 |
| Federico Insúa        | Millonarios            | 7           | 17 |
| Johan Arango          | Once Caldas            | 6           | 16 |
| David Silva           | Millonarios            | 6           | 19 |
| Yulián Mejía          | Atlético Nacional      | 5           | 15 |
| Anderson Zapata       | Águilas Doradas        | 5           | 16 |

Fuente 1: ESPN FC 

### Otros
| Bréiner Castillo | Envigado F. C.  | 19                  | 22 |
| Sebastián Viera  | Junior          | 19                  | 22 |
| Joel Silva       | Deportes Tolima | 22                  | 24 |
|                  |                 | Fuente 1: Futbolred |    |

| Independiente Medellín | 446.641 | 34.357              | 13 |
| Junior                 | 335.007 | 30.455              | 11 |
| Atlético Nacional      | 272.199 | 24.745              | 11 |
| Millonarios            | 252.315 | 21.026              | 12 |
|                        |         | Fuente 1: Futbolred |    |

| Tripletas o más  | Tripletas o más     | Tripletas o más | Tripletas o más   | Tripletas o más | Tripletas o más  | Tripletas o más | Tripletas o más | Tripletas o más | Tripletas o más | Tripletas o más | Tripletas o más |
| Fecha            | Jugador             | Goles           | Local             | Resultado       | Visitante        |                 |                 |                 |                 |                 |                 |
| ---------------- | ------------------- | --------------- | ----------------- | --------------- | ---------------- | --------------- | --------------- | --------------- | --------------- | --------------- | --------------- |
| 31 de enero-2015 | Robin Ramírez       | 25' · 77' · 81' | Deportes Tolima   | 4:1             | Boyacá Chico     |                 |                 |                 |                 |                 |                 |
| 1 de marzo-2015  | Rafael Santos Borré | 18' · 47' · 82' | Deportivo Cali    | 5:1             | Millonarios      |                 |                 |                 |                 |                 |                 |
| 1 de marzo-2015  | Jonathan Copete     | 9' · 70' · 76'  | Atlético Nacional | 4:3             | Uniautónoma      |                 |                 |                 |                 |                 |                 |
| 25 de abril-2015 | David Ferreira      | 27' · 35' · 69' | Atlético Huila    | 3:1             | Deportivo Pasto  |                 |                 |                 |                 |                 |                 |
| 25 de abril-2015 | Andy Pando          | 4' · 40' · 44'  | La Equidad        | 3:1             | Cúcuta Deportivo |                 |                 |                 |                 |                 |                 |
| 21 de mayo-2015  | Fernando Uribe      | 76' · 79' · 86' | Millonarios       | 4:0             | Envigado F. C.   |                 |                 |                 |                 |                 |                 |
|                  |                     |                 |                   |                 |                  |                 |                 |                 |                 |                 |                 |